# Euochin
Genre
Euochin est un genre d'araignées aranéomorphes de la famille des Salticidae.

## Distribution
Les espèces de ce genre se rencontrent en Asie de l'Est, en Asie du Sud-Est et en Micronésie.

## Liste des espèces
Selon World Spider Catalog (version 25.5, 07/12/2024) :
- Euochin ailao Wang, Yu & Zhang, 2024
- Euochin albopalpalis (Bao & Peng, 2002)
- Euochin atrata (Song & Chai, 1992)
- Euochin bamianshanensis (Liu, Wang & Peng, 2020)
- Euochin bethunei Wang & Zhang, 2023
- Euochin bulbus (Bao & Peng, 2002)
- Euochin buziji Wang & Zhang, 2023
- Euochin dongpo Wang & Zhang, 2023
- Euochin extraculum Wang & Zhang, 2023
- Euochin fengi Lin & Li, 2023
- Euochin furva (Song & Chai, 1992)
- Euochin japonica Suguro, 2024
- Euochin kororensis (Berry, Beatty & Prószyński, 1996)
- Euochin lingyi Wang & Zhang, 2023
- Euochin longyangensis (Lei & Peng, 2012)
- Euochin luzonica Logunov, 2020
- Euochin mang Wang, Yu & Zhang, 2024
- Euochin memorabilis Wang, Yu & Zhang, 2024
- Euochin miao Wang, Yu & Zhang, 2024
- Euochin mii Wang & Li, 2022
- Euochin nanjiabawa Wang & Zhang, 2023
- Euochin nu Wang & Zhang, 2023
- Euochin pingbian Wang, Yu & Zhang, 2024
- Euochin poloi (Żabka, 1985)
- Euochin shenjun Wang & Zhang, 2023
- Euochin subwanyan (Wang & Li, 2020)
- Euochin tangi Wang & Li, 2022
- Euochin tianhe Wang & Zhang, 2023
- Euochin wanlessi Wang & Zhang, 2023
- Euochin wanyan (Berry, Beatty & Prószyński, 1996)
- Euochin yaeyamana Suguro, 2024
- Euochin yangmei Wang & Zhang, 2023
- Euochin yangtze Wang, Yu & Zhang, 2024
- Euochin yaoi Wang & Li, 2021
- Euochin yeyu Wang, Yu & Zhang, 2024
- Euochin yuan Wang, Yu & Zhang, 2024
- Euochin yuxi Wang, Yu & Zhang, 2024
- Euochin zegangi Wang & Zhang, 2023
- Euochin zunyi Wang, Yu & Zhang, 2024

## Systématique et taxinomie
Ce genre a été décrit par Prószyński en 2018 dans les Salticidae.

## Publication originale
- Prószyński, Lissner & Schäfer, 2018 : « Taxonomic survey of the genera Euophrys, Pseudeuophrys and Talavera, with description of Euochin gen. n. (Araneae: Salticidae) and with proposals of a new research protocol. » Ecologica Montenegrina, no 18, p. 26-74 (texte intégral).